# Sinagoga di Acqui Terme
La sinagoga di Acqui Terme, oggi smantellata, sorgeva in via Portici Saracco 1.
Dopo l'emancipazione del 1848 la comunità ebraica di Acqui Terme decise di ampliare l'antico oratorio con una grande sinagoga. I lavori furono finanziati da Jona Ottolenghi, membro di una delle più importanti famiglie ebraiche del luogo. Inaugurata la sera di venerdì 14 dicembre 1888, la monumentale sinagoga realizzata dall’ing. Leale in stile classico pompeiano fu vandalizzata in modo irreversibile nel luglio 1971, di notte, nell’imminenza del suo riconoscimento a monumento nazionale. Ne resta intatto il perimetro, dal momento dell’edificazione vincolato dalla Sovrintendenza mentre alcuni arredi sinagogali acquesi furono trasferiti nel Tempio di Alessandria: 18 banchi con ripostigli per libri; due banchi di forma speciale ai due lati dell’Arca Santa; due quadri con elenco oblatori; tre Lichraoth Torà.
A ricordo della sinagoga rimane oggi solo una lapide posta all'ingresso dell'edificio che la ospitava.